# Путоцзунчен

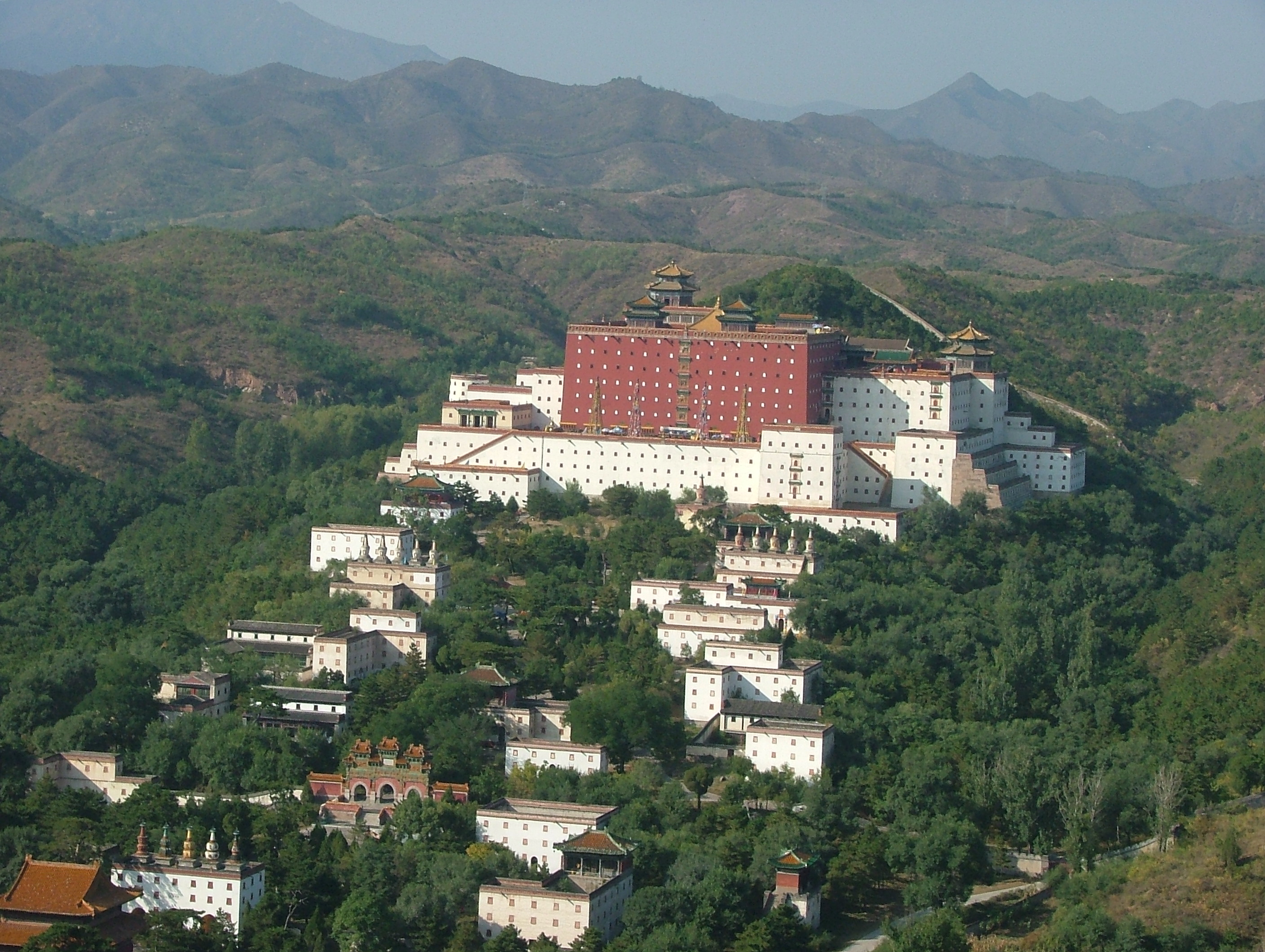
Загальний вигляд храму.

41°00′45″ пн. ш. 117°55′40″ сх. д. / 41.0125° пн. ш. 117.92777778° сх. д.
 Путо або Путоцзунчен (кит.: 普陀 宗 乘 之 庙) — великий храмовий комплекс тибетської буддійської традиції в літній резиденції імператорів династії Цін на території сучасного міського округу Ченде (провінція Хебей, Китай). Задумували як подобу знаменитого тибетського палацу Потала. Його назва перекладається як «Малий палац Потала». Площа 220 000 кв. м. Споруджений за наказом Хунлі в 1767—1771 рр. У день народження імператора тут збиралися з привітаннями представники різних народів Піднебесної імперії. В архітектурі комплексу гармонійно поєднуються тибетські та китайські основи. 1994 року разом з іншими буддійськими пам'ятниками Ченде, внесений до Списку світової спадщини ЮНЕСКО.